# Тейлор, Люси Хоббс
Люси Хоббс Тейлор (англ. Lucy Hobbs Taylor; 14 марта 1833, Констебль, штат Нью-Йорк, США — 3 октября 1910) — первая женщина в США, получившая образование врача-стоматолога (окончила стоматологический колледж штата Огайо в 1866 году).

## Ранние годы
Люси Хоббс родилась 14 марта 1833 года в городе Констебль штата Нью-Йорк. Свою карьеру она начала как школьная учительница в штате Мичиган, где проработала почти десять лет. В 1859 году она переехала в Цинциннати, намереваясь стать стоматологом. Ей было отказано в поступлении в Институт стоматологии, после чего она приняла решение получить образование частным образом, занимаясь с профессором Колледжа стоматологической хирургии штата Огайо.

## Медицинская карьера
После изучения курса стоматологии, в 1861 году Люси Хоббс открыла частную стоматологическую практику в Цинциннати. Вскоре она переехала в город Бельвью, а затем в Макгрегор (штат Айова), где провела три года.
В 1865 году она, наконец, получила профессиональное признание и разрешение на вступление в Стоматологическое общество штата Айова. В ноябре этого года она поступили в Колледж стоматологический хирургии, по окончании которого в 1866 году получила докторскую степень в области стоматологии, став первой женщиной в США, которой удалось это сделать. Позднее она писала:

Люди были поражены, когда узнавали, что девушка готова забыть о своей женственности, чтобы учиться стоматологии.— 
После этого Люси Хоббс переехала в Чикаго. Там она встретила Джеймса М. Тейлора, за которого в апреле 1867 года вышла замуж. Она убедила мужа открыть совместную стоматологическую практику. Пара переехала в город Лоренс (штат Канзас), где они вели совместную практику вплоть до 1886 года. В этом году Джеймс Тейлор умер.
После смерти мужа Люси Тейлор отказалась от продолжения стоматологической практики и стала политической активисткой. Она выступала в защиту прав женщин, оставаясь общественным деятелем вплоть до самой смерти, наступившей 3 октября 1910 года.

## Наследие
К 1900 году примеру Люси последовало около 1000 женщин, получивших стоматологическое образование, что в немалой степени является и её достижением.
В 1983 году Американская ассоциация женщин-стоматологов учреждает премию имени Люси Хоббс Тейлор, которая ежегодно вручается в знак признания профессионального мастерства женщин-стоматологов и служения делу продвижения женщин в стоматологии.